# Boskär, Vasa
Boskär är en ö i Finland. Den ligger i Norra kvarken och i kommunen Vasa i landskapet Österbotten, i den västra delen av landet. Ön ligger nära Vasa och omkring 380 kilometer nordväst om Helsingfors.
Öns area är 1,39 kvadratkilometer och dess största längd är 2,1 kilometer i sydöst-nordvästlig riktning. Ön höjer sig omkring 10 meter över havsytan.